# ISO/IEC 7810

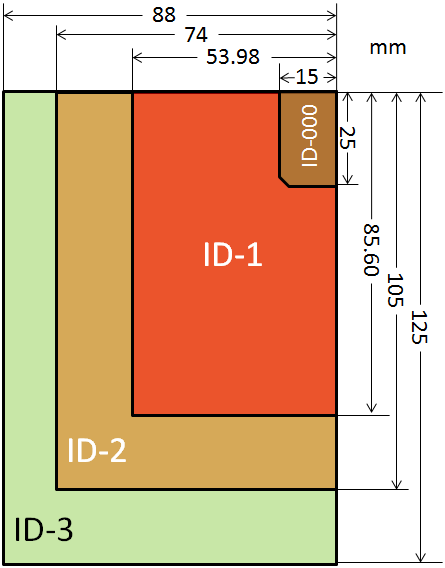
Illustration der genormten Formate

ISO/IEC 7810 ist eine internationale Norm, die vier Formate für Identitätsdokumente – ID-1, ID-2, ID-3 und ID-000 – definiert.

## ID-1

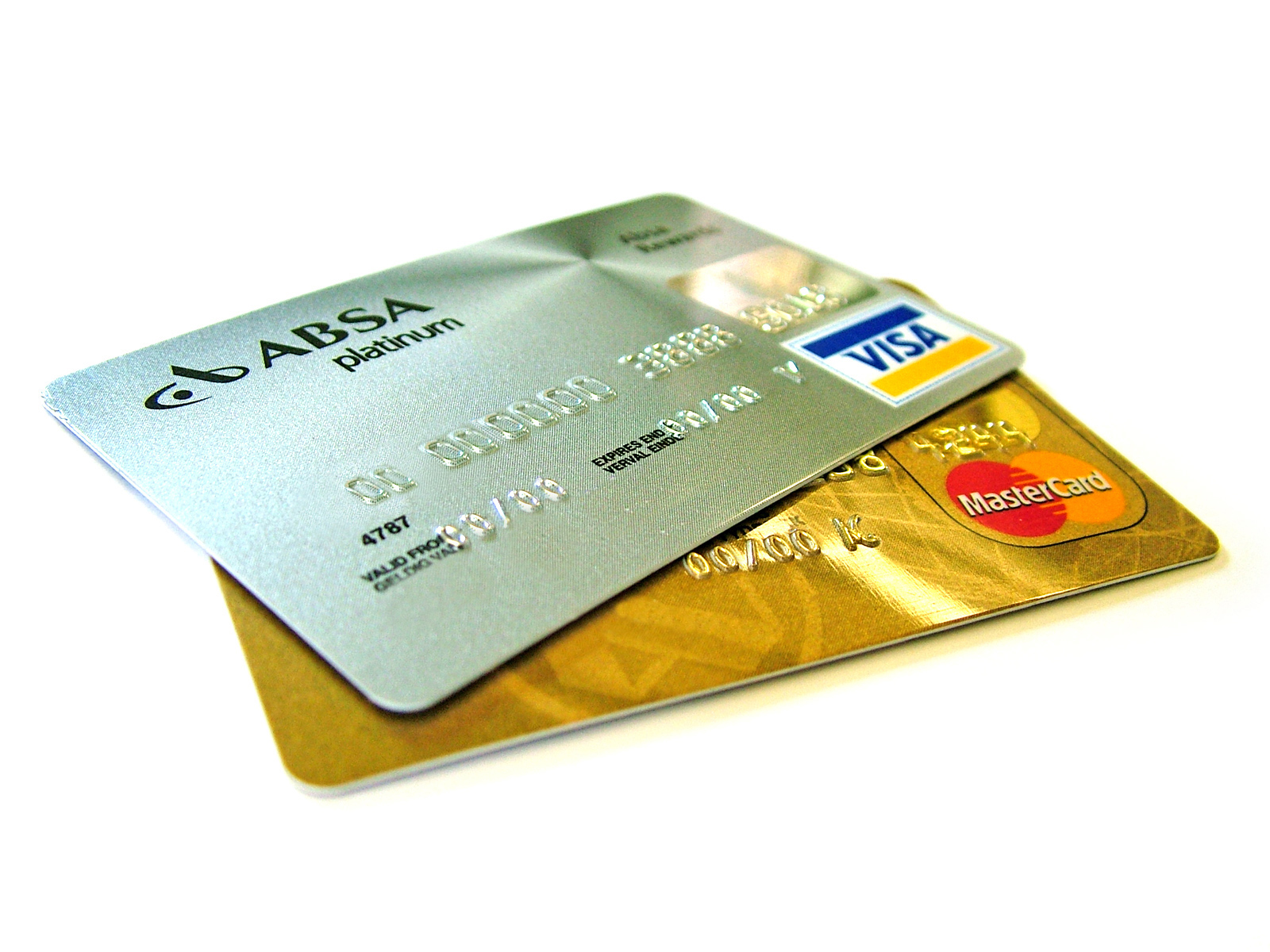
Kreditkarten im Format ID-1

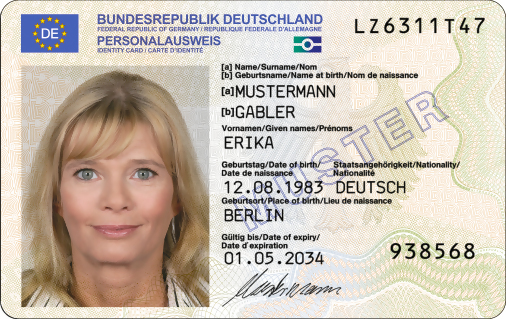
Deutscher Personalausweis (2024) im Format ID-1

(Bankkarten-, Kreditkarten-, Scheckkartenformat)
Das 1985 erstmals normierte ID-1-Format (ID steht für englisch identification ‚Identifizierung‘) wurde auf 85,60 mm (+0,12 mm/−0,13 mm)  × 53,98 mm (+0,05 mm/−0,06 mm) festgelegt. Die Dicke des ID-1-Formates wird mit 0,76 mm (±0,08 mm) definiert. Anwendungsgebiete sind z. B. Bankkarten und Ausweisdokumente wie Führerschein oder Personalausweis. Basis ist eine Karte im Zollmaß von 2 1⁄8″ auf 3 3⁄8″ und  1⁄32″ Dicke und abgerundeten Ecken mit einem Radius von  1⁄8″ = 3,175 mm.
Zusätzlich definierte Eigenschaften sind:
- ISO/IEC 7813 definiert zusätzliche Merkmale für Bankkarten aus Kunststoff im ID-1-Format, z. B. eine Stärke von 0,76 mm und abgerundete Ecken mit einem Radius von 3,18 mm.
- ISO/IEC 7811 definiert traditionelle Techniken für die Speicherung von Daten auf Karten im ID-1-Format, d. h. geprägte Zeichen (sogenanntes „Embossing“) und verschiedene Verfahren der magnetischen Datenspeicherung.
- ISO/IEC 7816 definiert ID-1-Identitätskarten mit kontaktlosem Chip (Smartcards) und kontaktbehafteten Chips für Strom, Takt-, Reset- und serielle Datensignale.
- ISO/IEC 14443 definiert Identitätskarten mit kontaktlosem Chip und magnetischer Loop-Antenne mit einer Frequenz von 13,56 MHz (RFID). Neuere Normen der Internationalen Organisation für Zivilluftfahrt (ICAO) für maschinenlesbare Reisedokumente legen ein kryptografisch signiertes Dateiformat und Authentifizierungsprotokoll für die Speicherung biometrischer Daten (Abbildungen des Gesichts und der Fingerabdrücke sowie der Iris) auf ISO/IEC-14443-Karten fest.

Weitere Normen auf diesem Gebiet sind JIS-1 und JIS-2.

### Magnetstreifenkarte
Eine Magnetstreifenkarte (englisch: Magnetic Stripe Cards, kurz: Magstripe) im ID-1-Format kann bis zu drei Spuren (Tracks) enthalten:
- Track # 1: 79 alphanumerische Zeichen (à 6 Datenbit + 1 Paritätsbit)
- Track # 2: 40 numerische Zeichen (à 4 Datenbit + 1 Paritätsbit)
- Track # 3: 107 numerische Zeichen (à 4 Datenbit + 1 Paritätsbit)

Karten können eine beliebige Untermenge dieser Tracks enthalten.

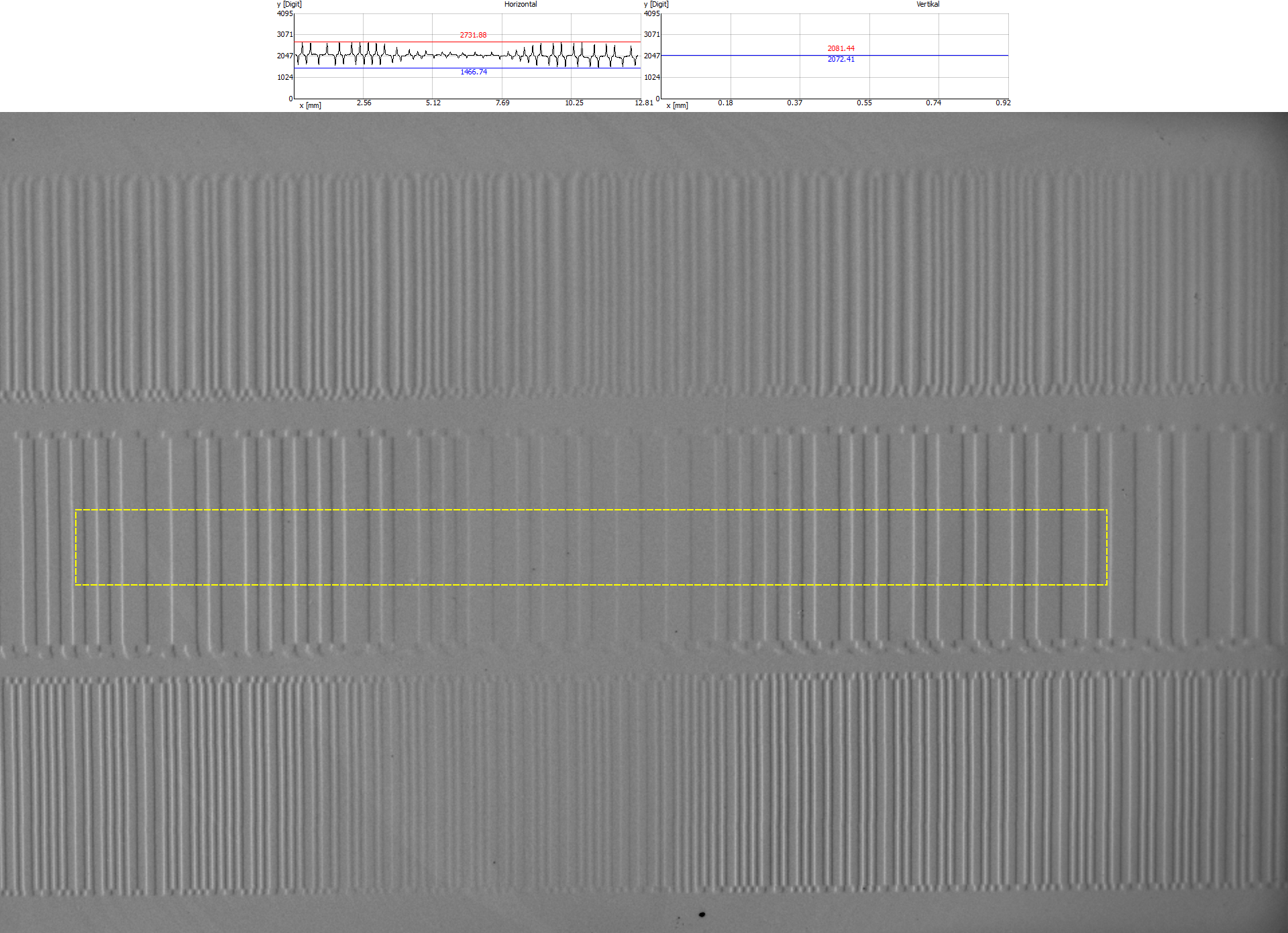
Magnetische Informationen auf einer Magnetstreifenkarte mit Feldwertmessung und demagnetisiertem (20 % der Standard-Feldstärke) Bereich
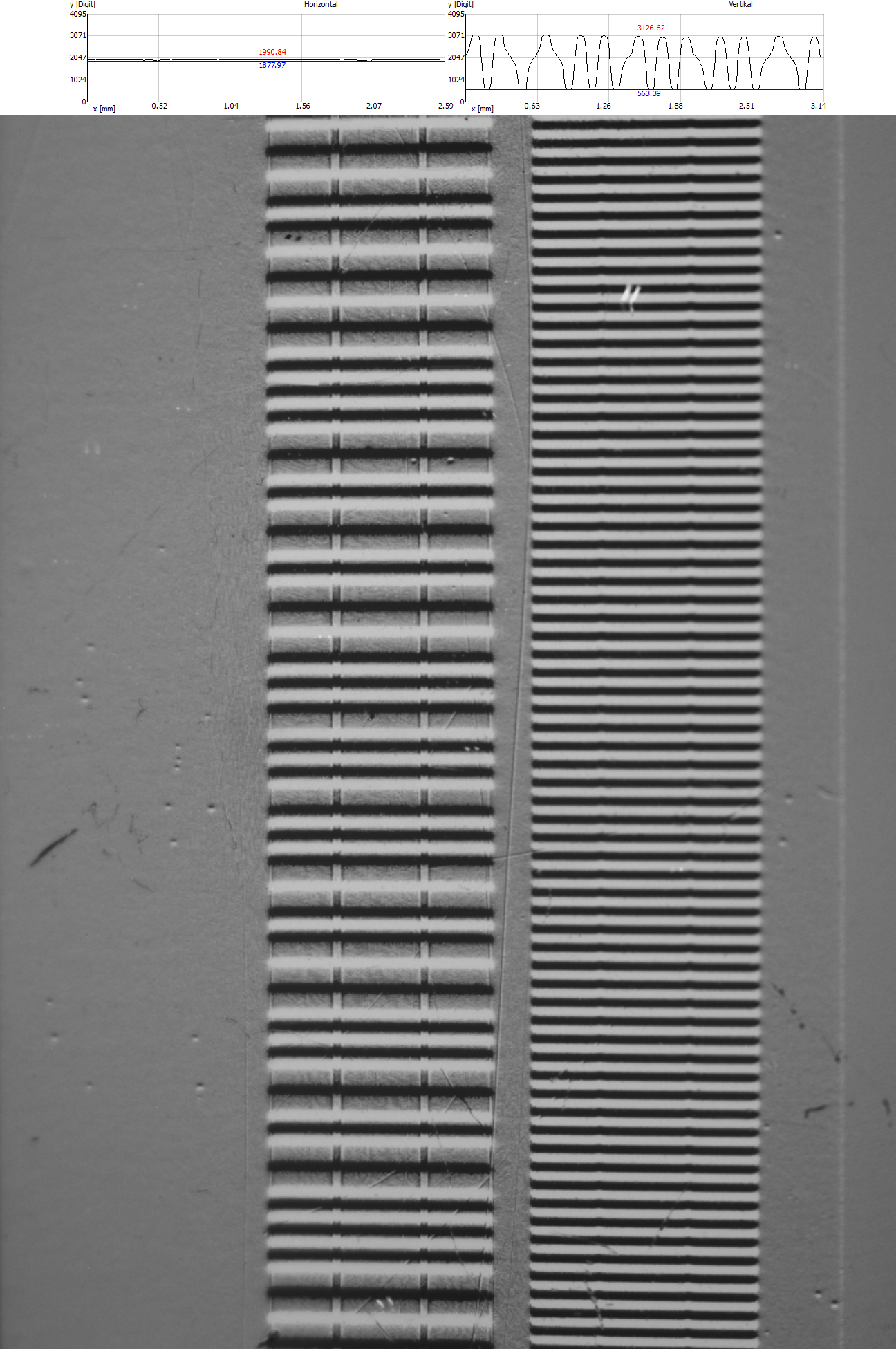
Magnetische Informationen auf einer Magnetstreifenkarte mit falsch orientierten Spulen (Aufnahme mit CMOS-MagView)
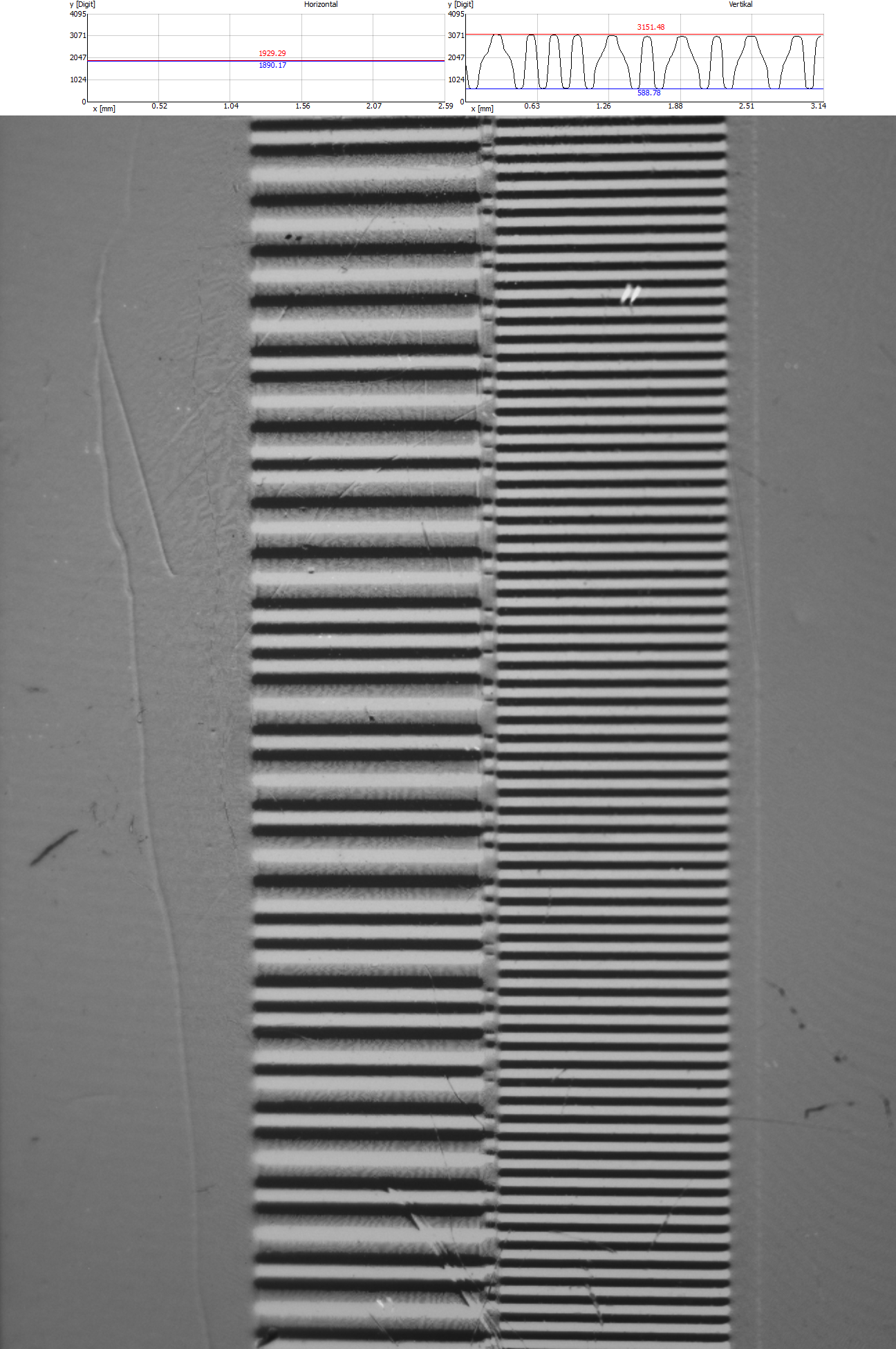
Magnetische Informationen auf einer Magnetstreifenkarte mit korrekt orientierten Spulen (Aufnahme mit CMOS-MagView)

#### Track # 1
Diese Spur verwendet einen eigenen Zeichensatz, der durch die Addition von 32 (2016) leicht in ASCII umzurechnen ist. Die Daten auf Track # 1 werden meist wie folgt kodiert:
- 1 Zeichen „Sentinel“, die Startmarkierung („%“)
- 1 Zeichen „Format Code“, eine Formatangabe, für Finanzinstitutionen ist hier „B“ gebräuchlich
- bis zu 19 numerische Zeichen „Primary Account Number“ (enthält z. B. die wirkliche Kontonummer bei der Bank)
- 1 Zeichen „Separator“, ein Trennzeichen („^“)
- 3 numerische Zeichen „Country Code“, ein Ländercode, falls die Primary Account Number mit „59“ beginnt
- Nachname
- 1 Trennzeichen („/“)
- Vorname
- optional: 1 Trennzeichen („ “) mit anschließendem zweitem Vornamen, und/oder Titel
- 1 Trennzeichen („^“)
- 4 Zeichen für Gültigkeitsdatum (JJMM), oder Trennzeichen
- Weitere Nutzdaten für eigene Zwecke des Herausgebers
- 1 Endezeichen („?“)
- LRC-Sicherungscode (Die bitweise XOR-Summe für die ganze Spur muss 0 ergeben.)

#### Track # 2
Diese Spur verwendet einen eigenen Zeichensatz, der sich leicht durch die Addition von 48 (3016) in ASCII umrechnen lässt. Diese Addition sorgt dafür, dass der Bitwert 0 auf das Zeichen „0“ abgebildet wird. Die Daten auf Track # 2 sind meist wie folgt kodiert:
- 1 Startzeichen „;“
- bis zu 19 Zeichen „Primary Account Number“
- 1 Trennzeichen „=“
- 3 Zeichen Ländercode, falls die Primary Account Number mit „59“ beginnt
- 4 Zeichen für Gültigkeitsdatum (JJMM), oder Trennzeichen
- weitere Nutzdaten für eigene Zwecke des Herausgebers
- 1 Endezeichen „?“
- LRC-Sicherungscode

Beispielspur47110815=061247110815?C

#### Track # 3
Dieser Track ist im Gegensatz zu den ersten beiden beschreibbar, sein Format ist bis auf Startzeichen, Endzeichen und Sicherungscode (wie bei Track # 2) nicht näher definiert. Einige Banken verwenden ihn, um hier verschlüsselte PIN-Informationen abzulegen.

### Chip
(bitte ergänzen:)

## ID-2

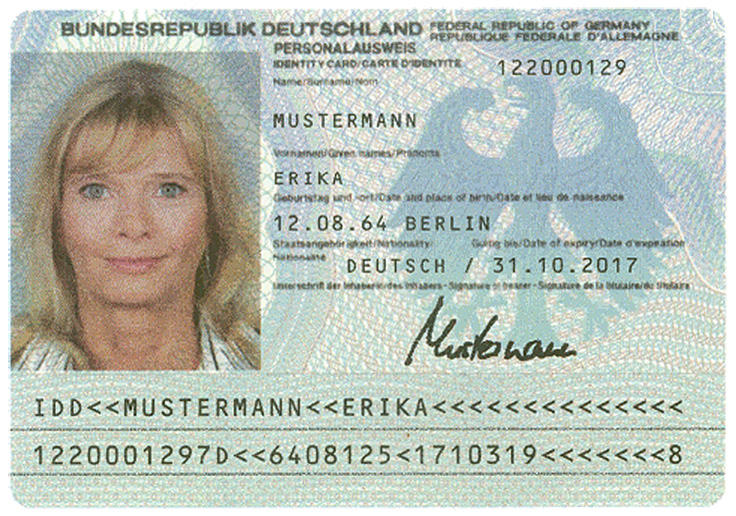
Deutscher Personalausweis (2007) im Format ID-2

Das ID-2-Format hat eine Größe von 105 mm × 74 mm; dies entspricht dem Format DIN A7. Es fand z. B. beim deutschen Personalausweis Anwendung, der bei Beantragung bis Ende Oktober 2010 ausgegeben wurde. Visa-Etiketten haben häufig das ID-2-Format, damit sie problemlos in Reisepässe eingeklebt werden können. Auch zahlreiche Dienstausweise hatten früher das Format ID-2.

## ID-3

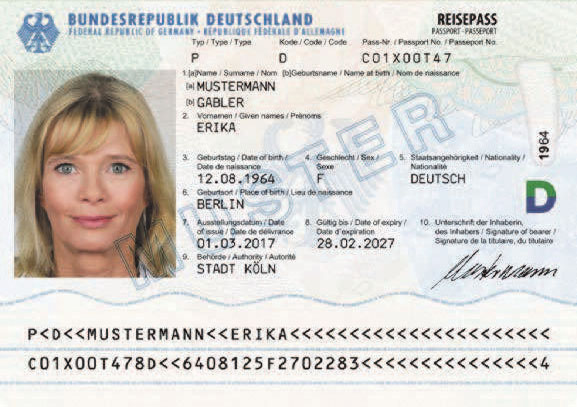
Deutscher Reisepass (2017) im Format ID-3

Das ID-3-Format hat eine Größe von 125 mm × 88 mm; dies entspricht dem Format DIN B7. Dieses Format bestimmt weltweit die Größe von Reisepässen. Bei älteren Reisepässen mit festem Umschlag steht dieser ca. 2 mm über. Visaaufkleber sind wiederum etwas kleiner als das ID-3-Format (meist im ID-2-Format), u. a. um ein problemloses Einkleben zu ermöglichen.
Nach einer Vereinbarung zwischen der ISO und der Internationalen Organisation für Zivilluftfahrt (ICAO) werden Normen für maschinenlesbare Reisedokumente in erster Linie von der ICAO entwickelt, wobei die Mitarbeit von und Beratung durch die ISO durch die Mitgliedschaft in der Technischen Beratungsgruppe für maschinenlesbare Reisedokumente (Technical Advisory Group on MRTDs) gesichert ist. Sobald eine Änderung oder Ergänzung der diesbezüglichen Normen im ICAO-Dokument 9303 beschlossen ist, wird sie im Schnellverfahren von der ISO beschlossen. Die Hauptquelle für Informationen bezüglich der Normen für maschinenlesbare Reisedokumente ist somit die ICAO, und nicht die ISO.
Das ICAO-Dokument 9303 bestimmt in Teil 1 die Formate für maschinenlesbare Reisedokumente. Die 6. Ausgabe von Teil 1 des Dokuments wurde von der ICAO im Jahr 2006 veröffentlicht und besteht aus zwei Bänden: Der erste Band beschreibt „Reisepässe mit in maschinenlesbaren Daten im Texterkennungsformat“, der zweite Band beschreibt „Spezifikationen für elektronische Reisepässe mit biometrischen Identifizierungsfähigkeiten“ unter Verwendung eingebetteter RFID-Chips. Das ICAO-Dokument 9303 ist seit 2015 in der 7. Auflage verfügbar und enthält Vorgaben für maschinenlesbare Reisepässe, Visa und Ausweise.

## ID-000

Vergleich zwischen den verschiedenen SIM-Karten-Größen: Standard-SIM (1FF): ID-1, Mini-SIM (2FF): ID-000, Micro-SIM (3FF), Nano-SIM (4FF)

Das ID-000-Format hat eine Größe von 25 mm × 15 mm. Dieses Format wird hauptsächlich für SIM-Karten in Mobiltelefonen verwendet und wird dort Mini-SIM genannt.